# Gawrychy (przystanek kolejowy)
Gawrychy – zlikwidowany wąskotorowy przystanek osobowy w Gawrychach na linii kolejowej Dęby – Łomża Wąskotorowa, w powiecie łomżyńskim, w województwie podlaskim, w Polsce.